# 六ツ美町

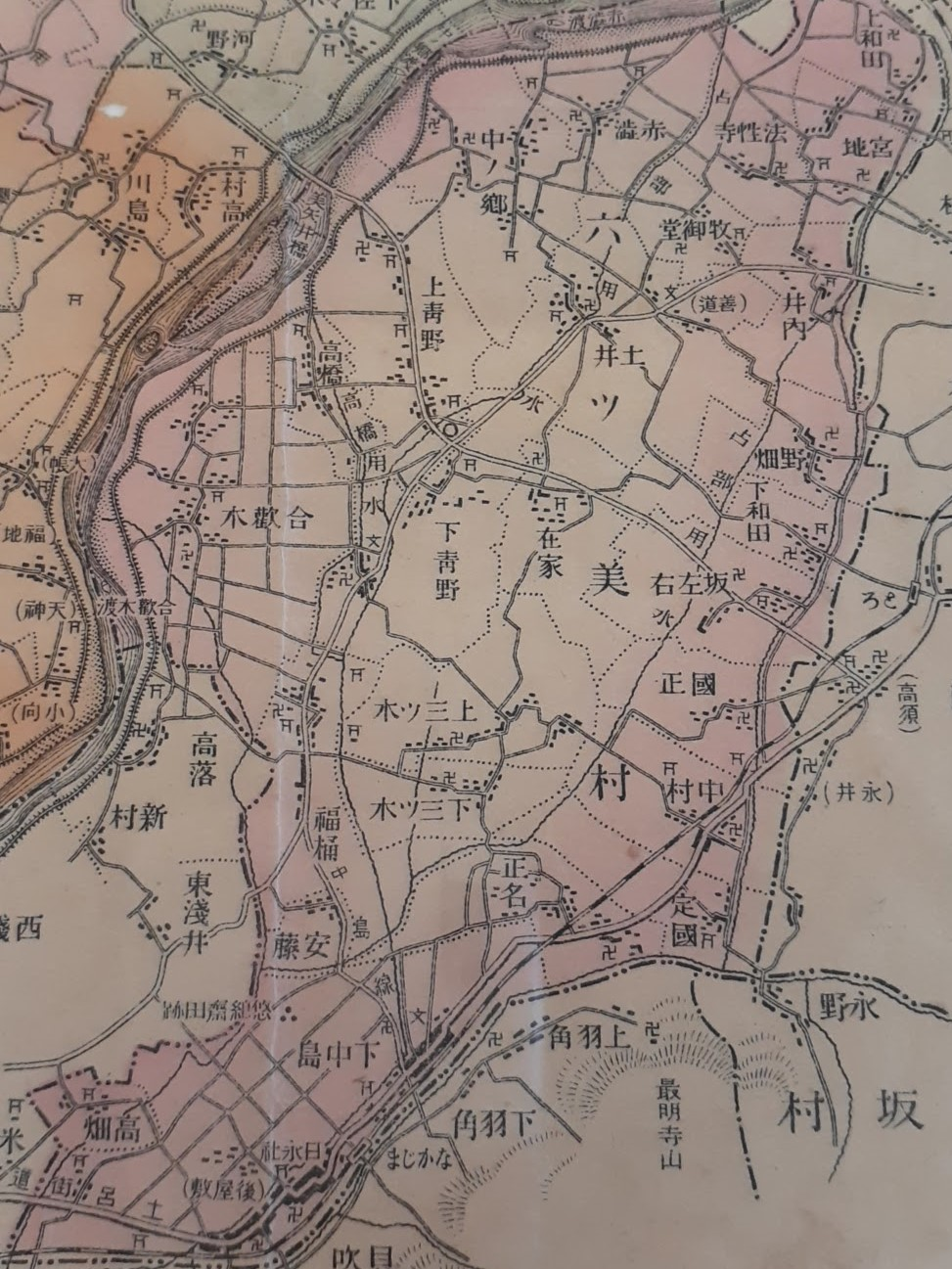
1917年の六ツ美村

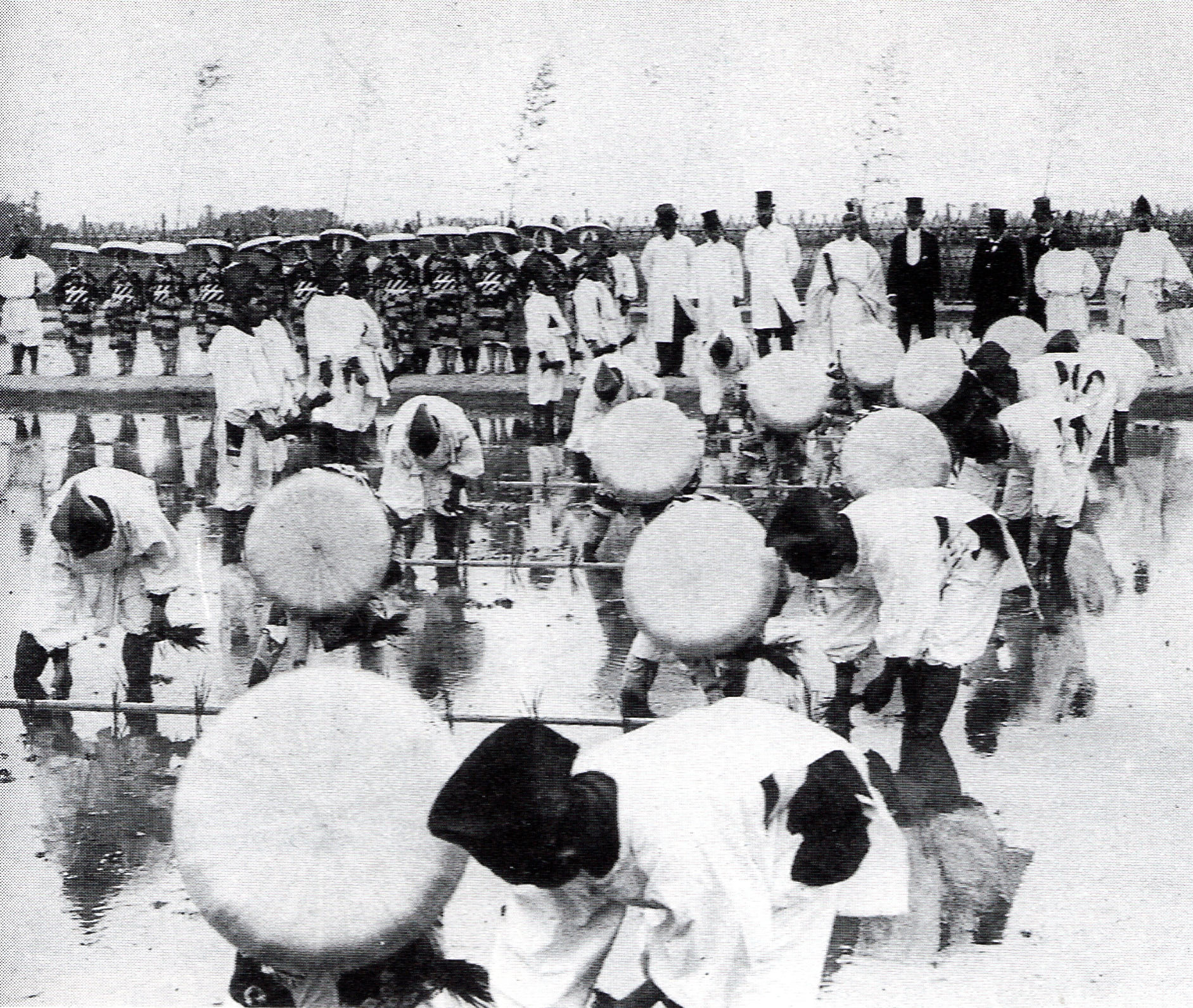
1915年6月5日に開催された悠紀斎田お田植えまつり

六ツ美町（むつみちょう）は、かつて愛知県碧海郡にあった町である。
現在の岡崎市の南西部、矢作川の東岸である。

## 沿革
- 江戸時代末期、この地域は岡崎藩領、旗本領などであった。
- 1906年（明治39年）5月1日 - 占部村、糟海村、中井村、中島村、合歓木村、上青野村が合併し、六ツ美村が発足。
- 1914年（大正3年）3月6日 - 中島大字下中島字上丸ノ内の田が悠紀斎田（ゆきさいでん）に選ばれる。
- 1915年（大正4年）
  - 4月17日 - 衆議院議員の早川龍介が六ツ美村長に就任[1]。
  - 6月5日 - 中島字丸ノ内にて悠紀斎田お田植えまつりが催行される[2]。7万人あまりの人々が集まったと言われている[3]。
- 1958年（昭和33年）10月15日 - 六ツ美村が町制を施行し、六ツ美町が発足。
- 1959年（昭和34年）5月 - 六ツ美町長に鍋田紀之が就任（最後の町長）[4]。
- 1962年（昭和37年）
  - 3月30日 - 六ツ美町31部落のうち、26部落が岡崎市への合併賛成、中島5部落が未定という意見がまとめられる[5]。
  - 4月 - 西尾市が六ツ美町に対し、公文書をもって全町合併の申し入れをする[5]。
  - 6月 - 西尾市は全町合併は困難と判断し、六ツ美町南部の合併を申し入れる。その後さらに要求を縮小し、中島5部落だけの合併を申し入れる[5]。
  - 7月24日 - 中島5部落を含め六ツ美町の90％以上の住民が、岡崎市合併に関し賛同の意を表明[5]。
  - 7月27日 - 岡崎市と六ツ美町全域の合併が決定[5]。
  - 10月15日 - 岡崎市に編入される[6]。

## 教育

### 中学校
- 六ツ美町立六ツ美中学校（現・岡崎市立六ツ美中学校[7]）

### 小学校
- 六ツ美町立中小学校（現・岡崎市立六ツ美中部小学校[8]）
- 六ツ美町立南小学校（現・岡崎市立六ツ美南部小学校）

## 交通
- 名古屋鉄道（旧）西尾線[9]
  - 三河中島駅、占部駅[10]

## 娯楽
- マルス劇場 - 映画館[11]。